# Sendas
Sendas est une freguesia portugaise du concelho de Bragance, avec une superficie de 19,17 km2 pour 183 habitants (2011). Densité : 9,5 hab/km2.

## Patrimoine
Pilori de Vila Franca de Lampaças